# Amanitaceae
Amanitacées
Famille
Les Amanitaceae (en français Amanitacées) sont une famille de champignons basidiomycètes du clade II Pluteoïde de l'ordre des Agaricales. Dans le genre le plus important, l'espèce la plus connue est probablement Amanita muscaria, mais aussi Amanita phalloides qui passe pour une espèce des plus toxiques, quasi toujours mortelle. Le sporophore des amanitacées est lamellé, généralement ovoïde émergeant, ensuite convexe immature et enfin plus ou moins étalé. Les sporophores portent souvent, mais pas tous, une volve et/ou un anneau, plus ou moins tenaces. Les lames sont, sauf exception, blanches, rarement jaunes.

## Description

### Le genreAmanita
Aucune caractéristique macroscopique n'est à elle seule déterminante de ce genre. Ce sont des espèces dont les sporophores sont lamellés, généralement ovoïdes puis convexes et enfin plus ou moins étalés. Ils portent souvent, mais pas tous, une volve et/ou un anneau, plus ou moins tenaces. Les lames sont, sauf exception, blanches ainsi que la sporée. Le genre est divisé en deux sous-genres et sept sections.

### Le genreAmarrendia
Les espèces du genre Amarrendia sont hypogées. À l'heure actuelle, ce genre n'est connu seulement qu'en Australie. Les travaux moléculaires ont exclu plusieurs espèces hypogées attribuées à l'origine au genre Amarrendia et morphologiquement semblables. Elles n'appartiennent plus aux Amanitaceae.

### Le genreLimacella
Les espèces du genre Limacella sont fortement différenciées du genre Amanita par leur mode de développement. Un voile membraneux partiel est présent chez certaines espèces.

### Le genreTorrendia
Les espèces du genre Torrendia sont originaires des régions méditerranéennes et d'Australie. Le genre Torrendia semble avoir des ancêtres communs avec les espèces de la section Caesareae du genre Amanita. C'est un genre sécotioïde.

## Taxinomie

### Classification phylogénétique

#### Situation desAmanitaceaedans le Clade  II Pluteoïde
Depuis 2006 le clade des Agaricales est divisé en 6 clades :
- Clade Athéloïde
  - Boletales, clade des Bolets
  - Agaricales, clade des Euagarics
    - 
      - Clade VI Agaricoïde
      - Clade V Tricholomatoïde
      - Clade IV Marasmioïde
      - Clade III Hygrophoroïde
      -  Clade II Pluteoïde
        - Limnoperdonaceae
        - Pluteaceae
          - Amanitaceae
            - Amanita
              - Amanita strictu senso
                - Amanita muscaria
                  - Amanita phalloides
                    - Amanita brunnescens

              - Lepidella

          - Pleurotaceae

    - Clade I Plicaturopsidoïde

### Classification classique

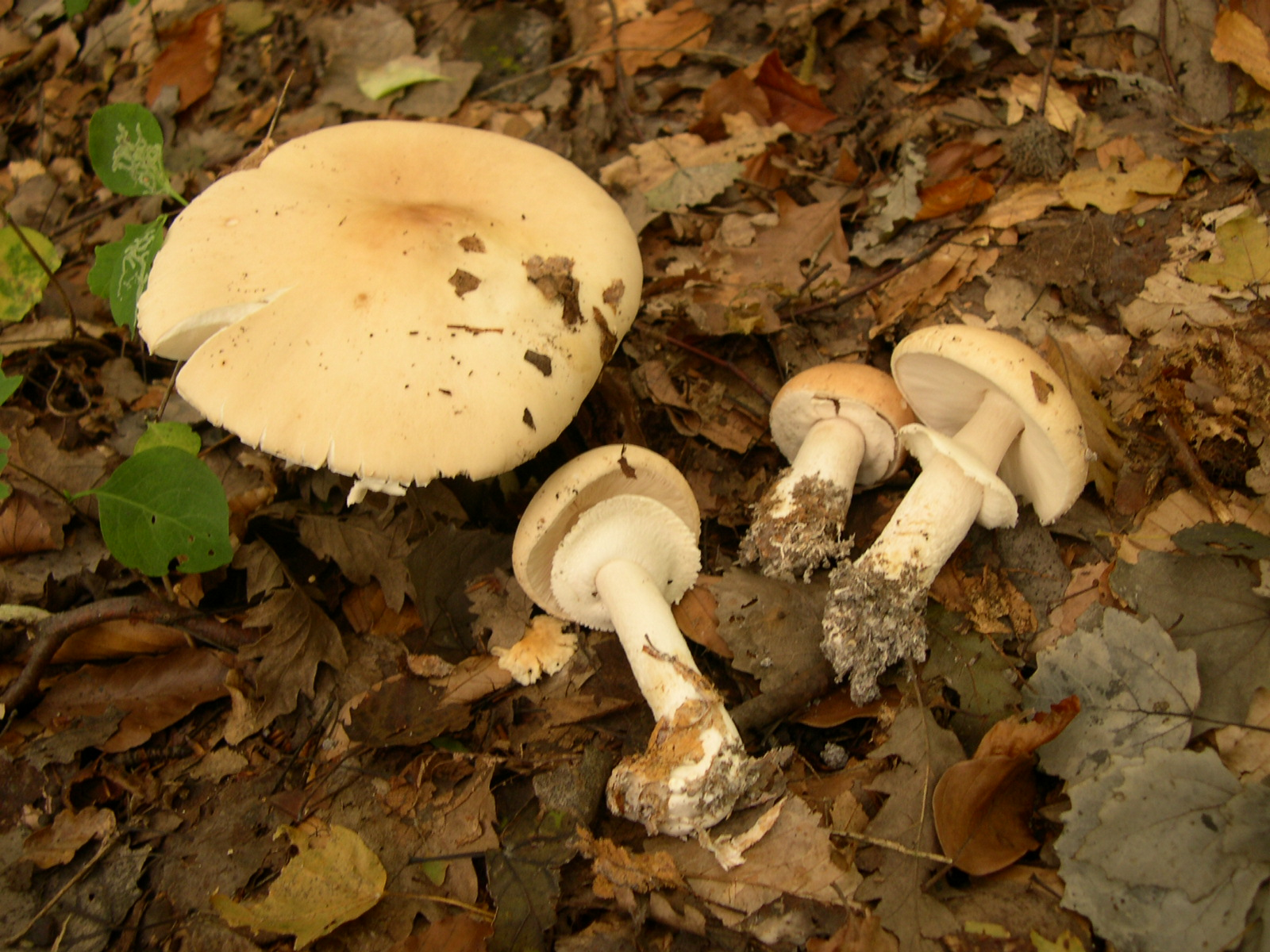
Limacella guttata, la limacelle lenticulaire

### Liste des genres de la famille desAmanitaceae
Cette famille comprend les cinq genres suivants (y incluant les sous-genres et espèces types pour les différentes espèces d'amanites)
- Amanitaceae
  - Amanita (genre)
    - Amanita  (sous-genre)
      - Amanita (section)
        - Amanita muscaria (L.) Lam. 1783

      - Vaginatae (Amanitopsis)
        - Amanita vaginata (Bull. : Fr.) Lam. (1783 ["1784"]).

      - Caesareae
        - Amanita caesarea (Scop. : Fr.) Pers. (1801).

    - Lepidella
      - 
        - Amanita vittadinii (Morreti) Vitt. (1826).

      - Amidella
        - Amanita volvata Peck (Lloyd) (1898)

      - Phaloideae
        - Amanita phalloides (Fr. : Fr.) Link (1833)

      - Valideae
        - Amanita australis (G. Stev. 1962)

  - Amarrendia
    - Amarrendia grandispora
    - Amarrendia lignicolor
    - Amarrendia nemoribus
    - Amarrendia oleosa
    - Amarrendia peridiocrystalia

  - Catatrama
    - Catatrama costaricensis

  - Limacella
    - Limacella delicata
    - Limacella guttata
    - Limacella illinita
    - Limacella ochraceolutea
    - Limacella taiwanensis
    - Limacella whereoparaonea

  - Torrendia
    - Torrendia deformans
    - Torrendia grandis
    - Torrendia inculta
    - Torrendia pulchella

### Liste des genres
| Selon Catalogue of Life (4 novembre 2020) : - genre Amanita - genre Amarrendia - genre Aspidella - genre Catatrama - genre Limacella - genre Limacellopsis - genre Saproamanita - genre Zhuliangomyces | Selon BioLib (4 novembre 2020) : - genre Amanita Pers. - genre Amarrendia Bougher & T. Lebel - genre Catatrama Franco-Mol. - genre Limacella Earle |

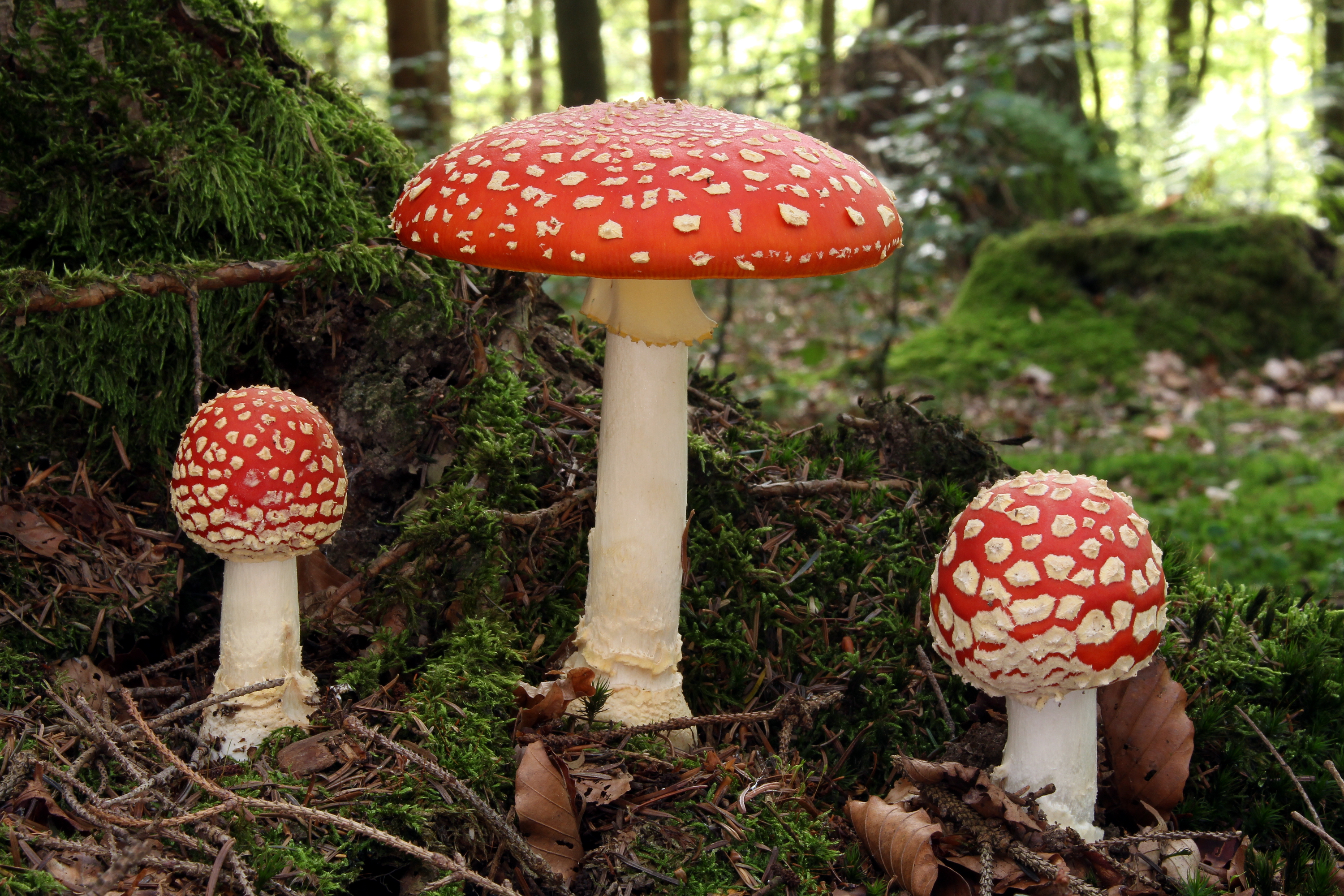
Amanita muscaria
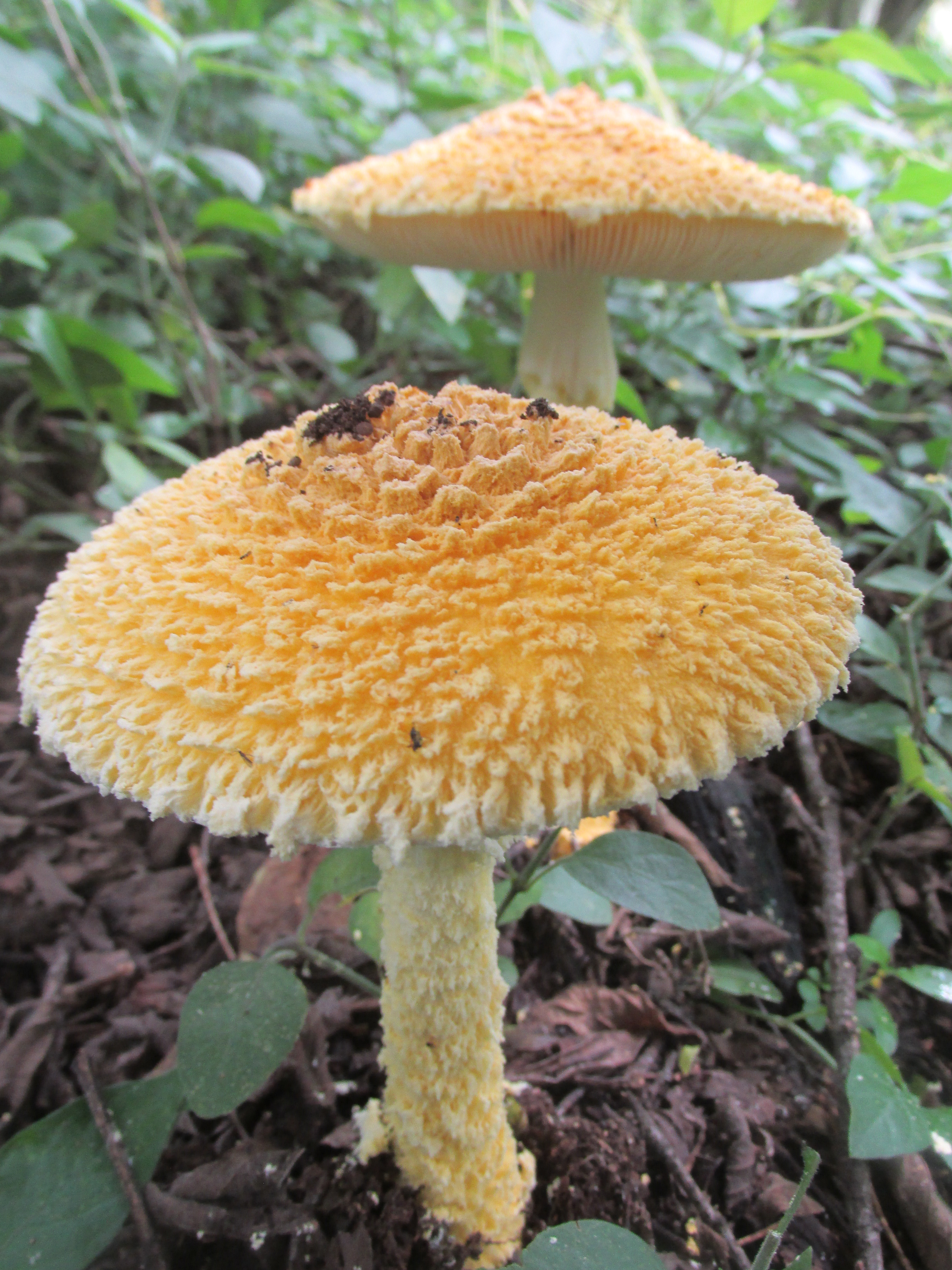
Aspidella aureofloccosa
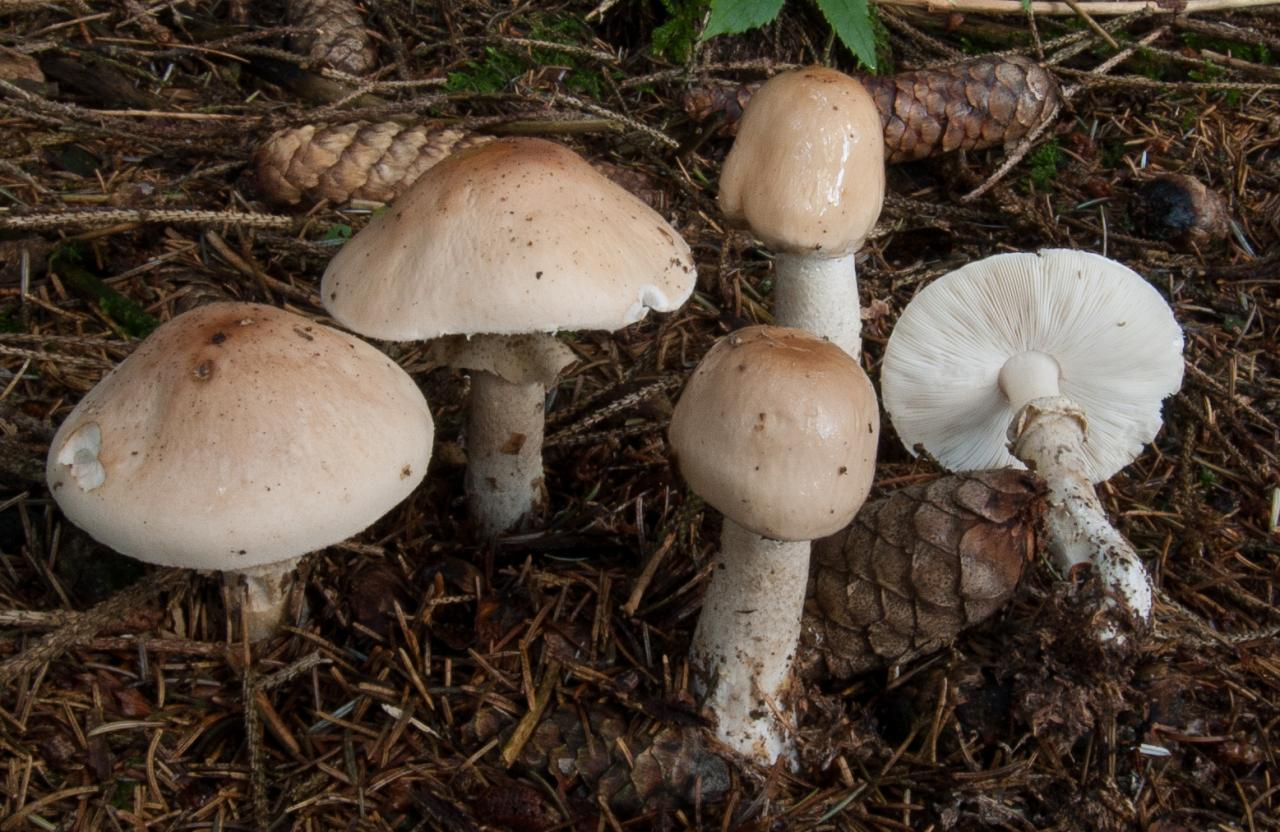
Limacella guttata
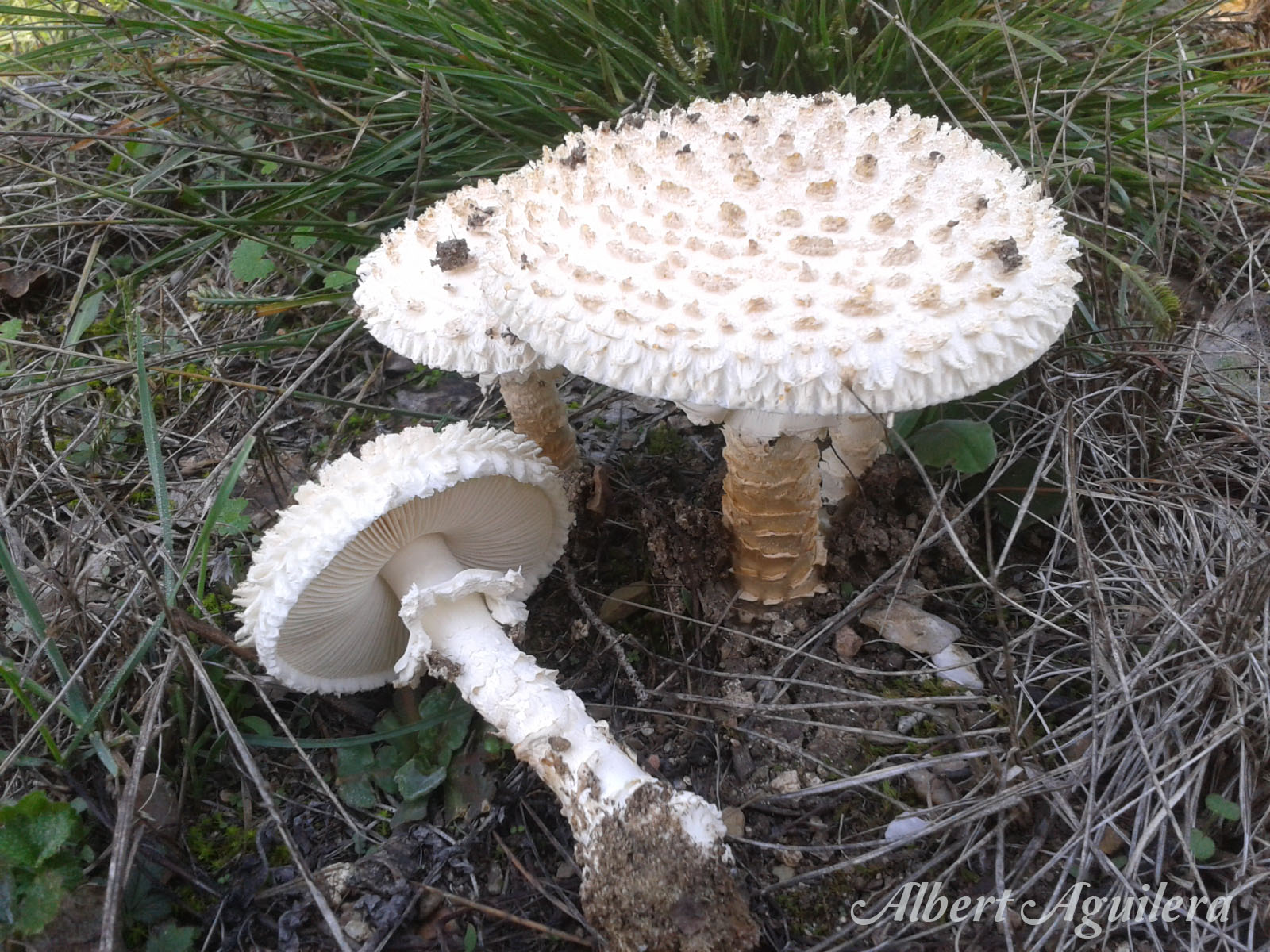
Saproamanita vittadinii